# Torrenova
Torrenova ist eine italienische Stadt der Metropolitanstadt Messina in der Autonomen Region Sizilien mit 4507 Einwohnern (Stand 31. Dezember 2023).

## Lage und Daten
Torrenova liegt 95 km westlich von Messina am Tyrrhenischen Meer. Die Einwohner arbeiten hauptsächlich in der Landwirtschaft, in der Viehzucht und im Handwerk.
Die Nachbargemeinden sind Capo d’Orlando, Capri Leone, Militello Rosmarino, San Marco d’Alunzio und Sant’Agata di Militello.

## Geschichte
Der Ort wurde 1984 selbstständig. Bis dahin gehörte Torrenova zu San Marco d’Alunzio.